# Myrmarachne attenuata
Myrmarachne attenuata este o specie de păianjeni din genul Myrmarachne, familia Salticidae. A fost descrisă pentru prima dată de Karsch, 1880. Conform Catalogue of Life specia Myrmarachne attenuata nu are subspecii cunoscute.